# Federico Borrell García

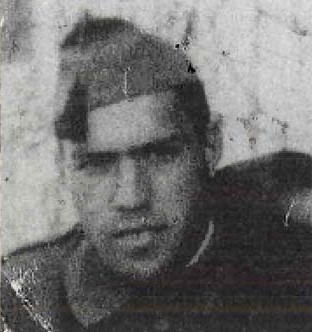
Federico Borrell García

Federico Borrell García (* 3. Januar 1912 in Benilloba; † 5. September 1936 am Cerro de la Coja bei Cerro Muriano) war ein spanischer Anarchist und republikanischer Soldat während des Spanischen Bürgerkriegs.

## Leben und Wirken
Federico Borrell García wurde in Benilloba in der Provinz Alicante geboren und war Mühlenarbeiter in Alcoy. Dort gründete er die Ortsgruppe der anarchistischen Federación Ibérica de Juventudes Libertarias (FIJL). Er trat der lokalen Miliz Columna Alcoyana bei, um gegen die nationalistisch-falangistischen Kräfte Francisco Francos zu kämpfen.
Am Morgen des 5. September 1936 war Borrell einer von 50 Milizionären, die bei Cerro Muriano die Frontlinie gegen die Truppen des Generals José Enrique Varela verstärken sollten. Am Nachmittag verteidigte er eine Artilleriebatterie in der Etappe, als sie von eingesickerten gegnerischen Truppen von mehreren Seiten unter Feuer genommen wurde. Borrell wurde auf dem Hügel La Loma de las Malagueñas gegen 17 Uhr tödlich getroffen.

## Robert Capas FotografieLoyalistischer Soldat im Moment seines Todes

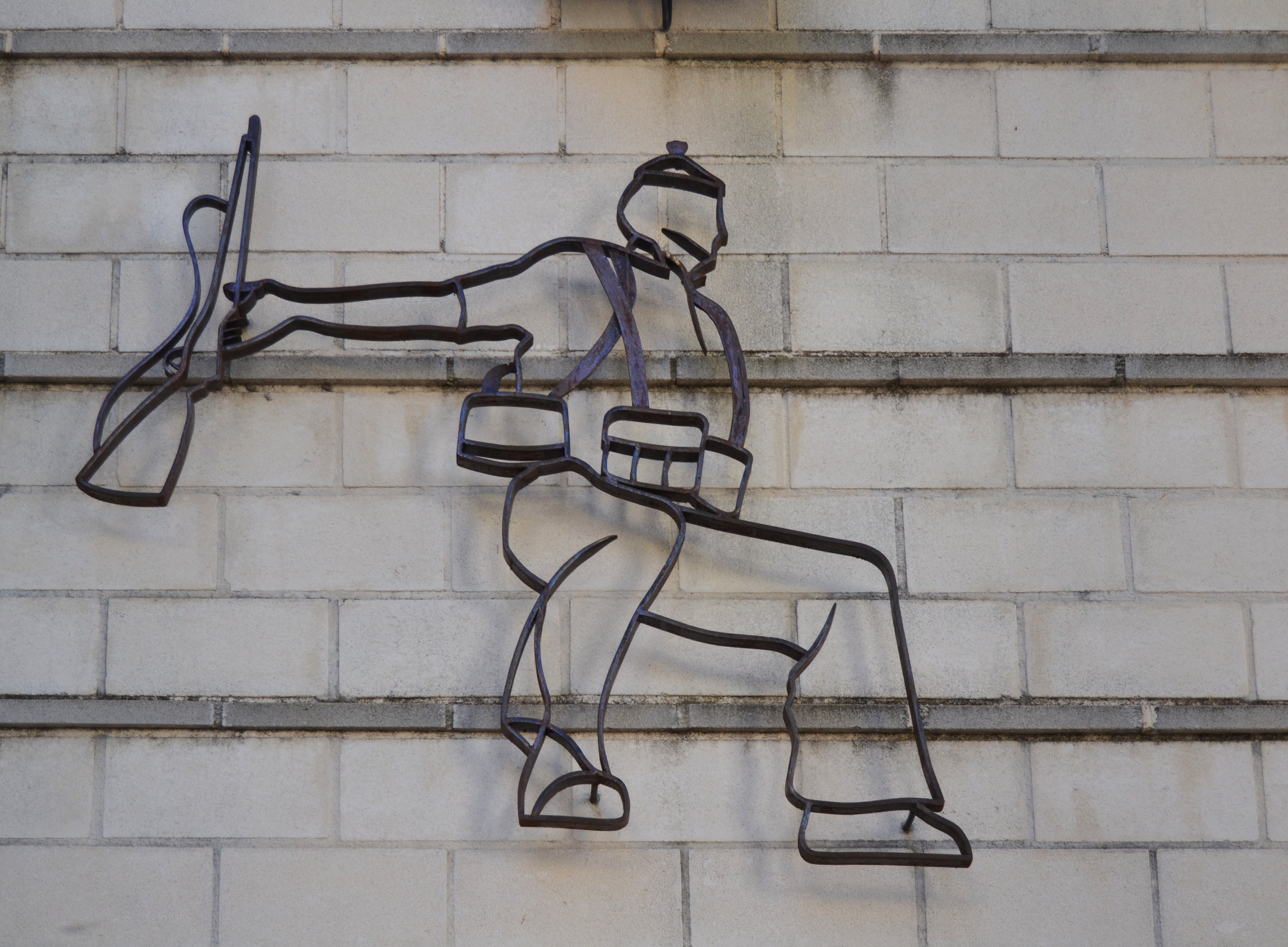

Borrell ist möglicherweise auf Robert Capas berühmter Fotografie Loyalistischer (das heißt: republikanischer) Soldat im Moment seines Todes abgebildet.
Das Bild wurde erstmals am 23. September 1936, zusammen mit ähnlichen Aufnahmen, in dem französischen Magazin Vu veröffentlicht. Die Zeitschrift Regards präsentierte am Tag darauf ebenfalls Aufnahmen aus dieser Serie. Die amerikanische Zeitschrift Life brachte das Foto am 12. Juli 1937 (entgegen oftmaliger Behauptung allerdings nicht auf der Titelseite).
1995 veröffentlichte der spanische Bürgerkriegsveteran Mario Brotóns Jordá das Buch Retazos de una época de inquietudes. Es gelang ihm aufgrund der speziellen Patronentasche, den Mann als Angehörigen einer Milizeinheit von Alcoy zu identifizieren. Eine längere Suche im Archivo General de la Guerra Civil Española (Allgemeines Archiv des Spanischen Bürgerkriegs) in Salamanca wies für den 5. September, jenen Tag, den Robert Capa als Datum seines Bildes angegeben hatte, auf republikanischer Seite nur auf einen einzigen Gefallenen der Columna Alcoyana in den Kämpfen bei Cerro Muriano hin, nämlich Federico Borrell.
Borells jüngerer Bruder Everisto bestätigte gegenüber Brotóns Jordá, dass der Mann auf den Fotos sein Bruder sei. Dessen Untersuchungen wurden allerdings angezweifelt, insbesondere, was die Identifizierung im Archivo General de la Guerra Civil Española betrifft. Borrells Leiche und sein Grab wurden im Bereich von Cerro Muriano nie identifiziert.